# Drienčany
Drienčany é um município da Eslováquia, situado no distrito de Rimavská Sobota, na região de Banská Bystrica. Tem 11 km² de área e sua população em 2018 foi estimada em 242 habitantes.

## Demografia
| Ano:        | 1994 | 2004   | 2014   | 2024    |
| ----------- | ---- | ------ | ------ | ------- |
| Broj ljudi: | 272  | 246    | 241    | 193     |
| Razlika:    |      | -9,55% | -2,03% | -19,91% |

| Ano:               | 2023 | 2024   |
| ------------------ | ---- | ------ |
| Número de pessoas: | 195  | 193    |
| Diferença:         |      | -1,02% |